# Pik Botha
Roelof Frederik "Pik" Botha, född 27 april 1932 i Rustenburg i Transvaal, död 12 oktober 2018 i Pretoria, var en sydafrikansk politiker (African National Congress, tidigare nationalist) och diplomat. Han är mest känd som landets FN-ambassadör från 1975 till 1977, därefter utrikesminister från 1977 till 1994.
Botha, född i en boerfamilj i Transvaal, utbildade sig vid universitetet i Pretoria. Han rekryterades av utrikesdepartementet 1953 och var under följande år bosatt som diplomat i bland annat Sverige (där han blev tredjesekreterare i juni 1956), Tyskland (januari 1960), Nederländerna (en av Sydafrikas juridiska representanter vid Internationella domstolen i Haag 1963–1966) och USA (som ledamot av FN:s generalförsamling 1966–1974). Han var verksam som diplomat och samtidigt verksam inom politiken för Nationalistpartiet. Han invaldes i parlamentet 1970 för Wonderboom men lämnade sitt mandat 1974 för att följande år utses till Sydafrikas FN-ambassadör av premiärminister John Vorster. Han var samtidigt Sydafrikas ambassadör i USA. I FN:s generalförsamling försvarade han Sydafrikas politiska agerande i samband med de svåra kriserna i samband med Sowetoupproret och apartheidmotståndaren Steve Bikos död samtidigt som han vurmade för slopad rasdiskriminering. 1975 höll han ett tal i generalförsamlingen där han uppmärksammat förklarade: "diskriminering baserad enbart på färgen av en människas hud kan inte försvaras".
År 1977 utsågs Botha, vald till parlamentet samma år för Westdene, till utrikesminister som en del av Vorsters omprövade politik gentemot de afrikanska grannländerna. Följande år fördes han fram som möjlig efterträdare åt den sjuklige Vorster och ledde klart i opinionsmätningar men tvingades för sin relativa ungdom och sitt påstått liberala sinnelag stå tillbaka och stödde istället Pieter Willem Botha, som valdes. Under 1980-talet vurmade han för avskaffande av diskriminerande lagstiftning. Han uttalade sig i februari 1986 att Sydafrika mycket väl kunde ha en svart president inom "några år" (Botha tvingades senare ta tillbaka uttalandet).
Nkomatiavtalet 1984 blev en stor triumf för Botha och Sydafrika, då Moçambique lovade att slopa sitt stöd till ANC:s militära verksamhet i utbyte mot löften att inte förse antimarxistiska rörelser i landet med vapen. Från 1987 var Botha även vice partiordförande i Transvaal. I Nelson Mandelas regering tvingades Botha 1994 avstå utrikesministerposten och utsågs istället till mineral- och energiminister, en post han behöll till 1996, då han drog sig tillbaka från politiken. Han lämnade 2000 Nationalistpartiet för att ansluta sig till ANC, i vilket han också stod för en liberalt färgad politik och levererade kritik mot den omfattande kvoteringslagstiftning som infördes under Thabo Mbekis regering.